# 反馬 (婚禮)
反马礼，“反”通假于“返”，指送还马匹，是古代中国卿大夫等贵族婚礼中的一个重要环节。新郎在亲迎新娘完成婚礼以后（通常是在三个月内），将新娘来时所坐车的驾车马匹解下，送还给岳家，以示不会让妻子回娘家——不会休掉她。而新娘则要保留座车的车厢，以自谦不确信会不犯错误，不被休弃。
反马礼后来與「婿見」禮合一，演化成“回门”礼。